# Łaziska
Łaziska è un comune rurale polacco del distretto di Opole Lubelskie, nel voivodato di Lublino.
Ricopre una superficie di 109.32 km² e nel 2006 contava 5.478 abitanti.